# Гідова РНК
Гідові РНК, гРНК (англ. guide RNA, gRNA — малі молекули РНК, які використовуються ядерними й без'ядерними організмами для спрямовування ферментних комплексів на виконання певної функції в конкретному місці нуклеїнової кислоти. Гідові РНК комплементарно зв'язуються з цільовою ділянкою РНК чи ДНК та рекрутують на цю ділянку відповідні ферменти. Ці молекули вперше відкриті в мітохондріях одноклітинних трипаносом, де беруть участь у процесі редагування РНК. Також гідовими є деякі малі ядерцеві РНК, що забезпечують сайт-специфічну модифікацію нуклеотидів у рибосомних та інших РНК. Гідову РНК для розрізання молекул ДНК використовує бактеріальна система CRISPR/Cas. На основі природніх гідових РНК створені штучні послідовності гРНК, які дозволяють редагування певних послідовностей при редагуванні генів.
Малі РНК, які беруть участь у РНК-інтерференції, зокрема мікроРНК, міРНК, піРНК та інші, формально не вважаються гідовими РНК, проте за механізмом дії — залученням ферментів до дії на конкретні послідовності нуклеїнових кислот — цілком відповідають визначенню таких РНК.